# Aintree Racing Drivers’ School
Aintree Racing Drivers’ School – szkoła wyścigowa, założona w roku 1978, co powoduje, że jest najdłużej działającą w Europie tego typu szkołą. Ma siedzibę w Wigan. Szkoła ma pozwolenie na odbywanie jazd po torach Rockingham Motor Speedway (w Northamptonshire), Three Sisters Race Circuit (w Lancashire) i Donington Park (w Derbyshire).